# Pilotina

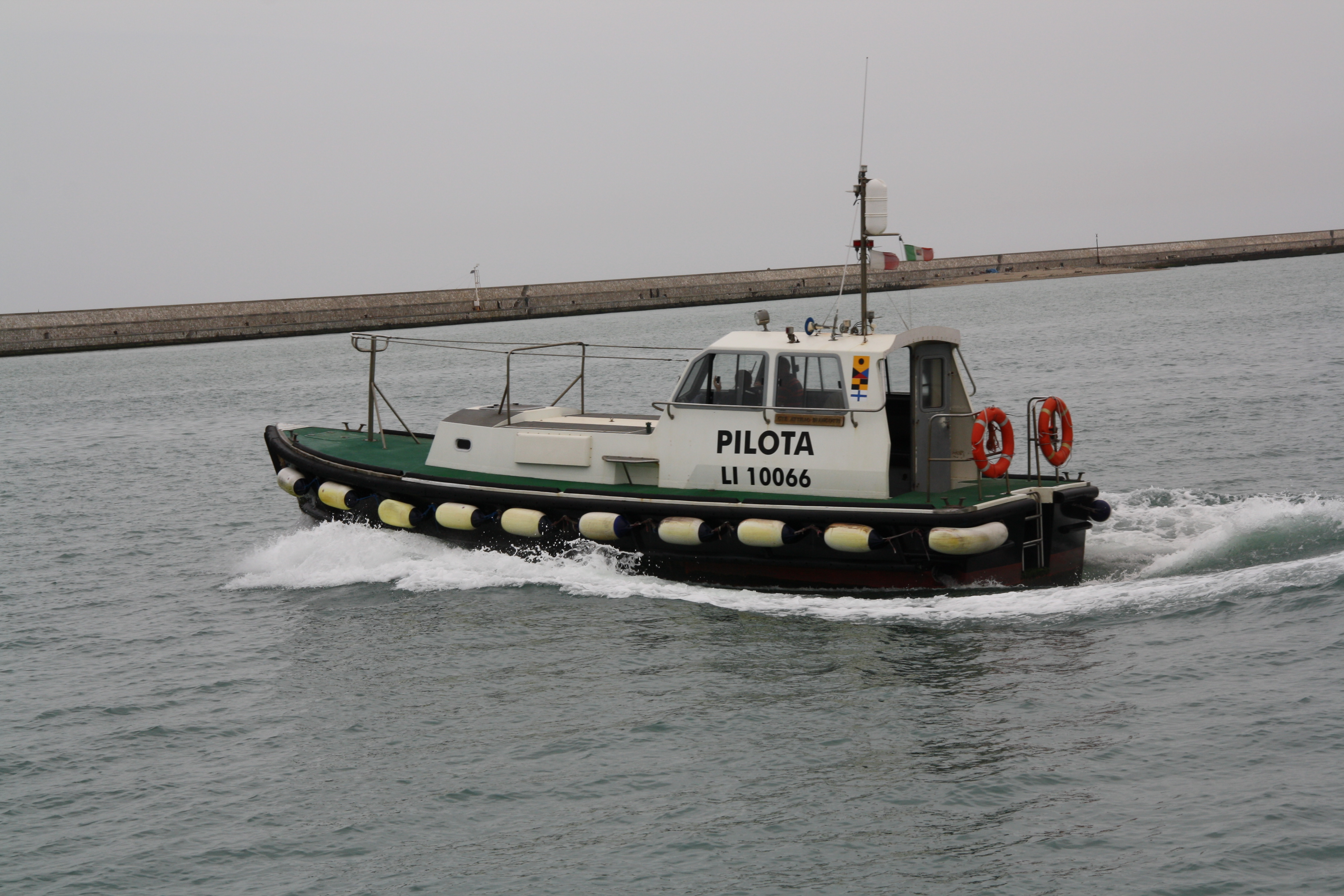
Una pilotina del porto di Livorno.

Con il termine pilotina, o nave pilota, s'intende una piccola imbarcazione utilizzata per trasportare il pilota sulle navi che faranno ingresso e/o uscita dai porti; l'imbarcazione in questione va ad affiancarsi alla nave in transito.
Il timoniere dell'imbarcazione pilota è spesso definito "pilotino", ossia un marinaio timoniere specializzato negli affiancamenti in varie condizioni meteorologiche e di mare mosso, che trasporta in sicurezza il pilota fino alla biscaglina della nave.

## Segnaletica di riconoscimento

Bandiera H(otel) del codice internazionale nautico, significa:
"ho un pilota a bordo".

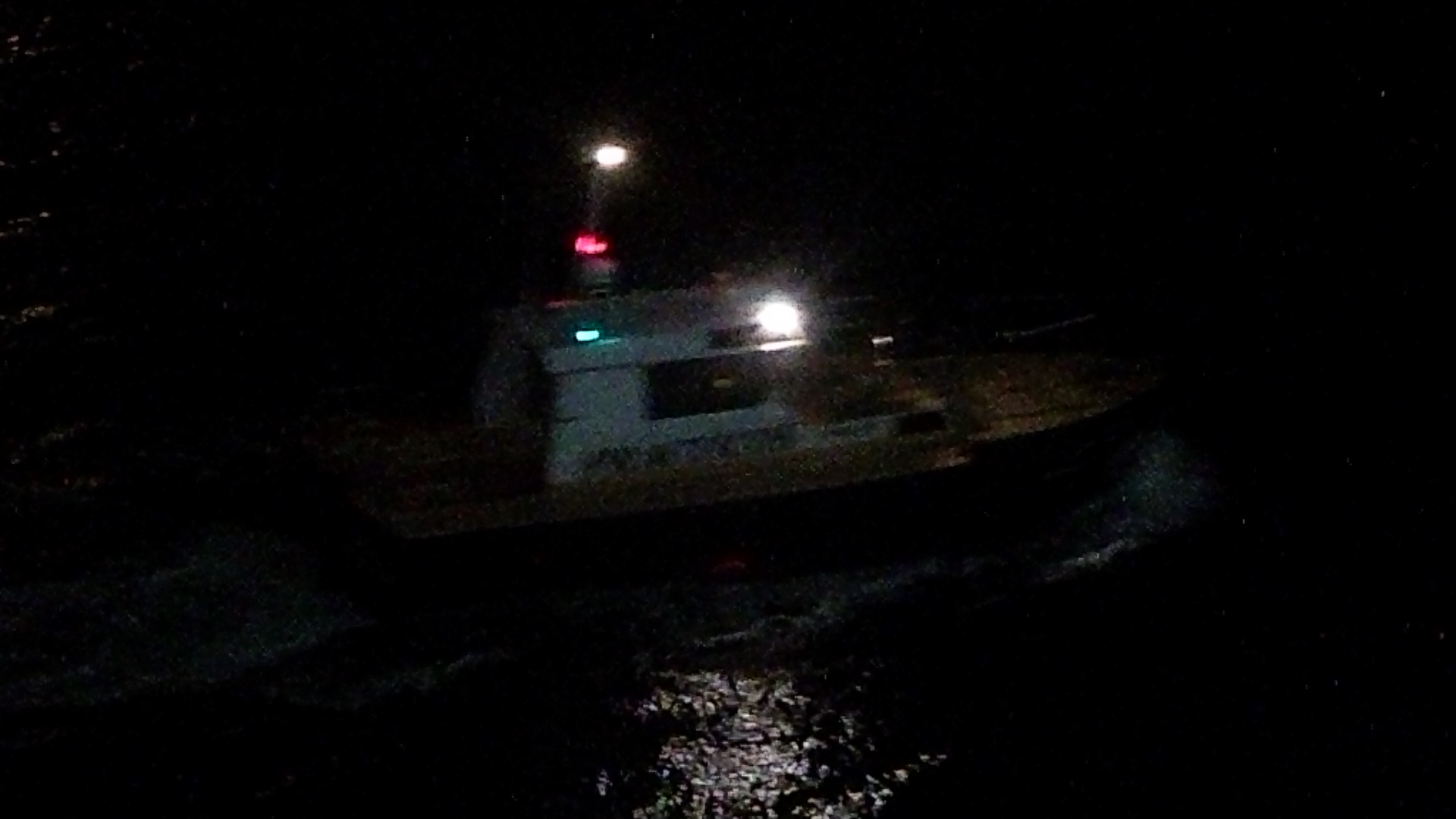
Una pilotina ad Almería, Spagna, mostra le luci notturne bianche su rosso.

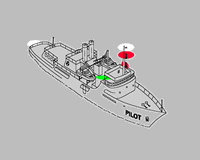
Segnale per nave pilota in navigazione.

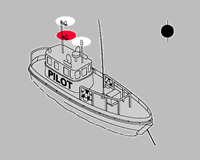
Segnalamenti per nave pilota all'ancora.

Le pilotine sono contraddistinte da speciali marcature per rendere chiara quale sia la loro funzione. Durante il giorno sventolano la bandiera "H" del codice internazionale nautico e solitamente riportano la caratteristica scritta PILOTA o PILOTI a chiare lettere visibili su entrambi i lati della stessa.
Secondo il  Regolamento internazionale per prevenire gli abbordi in mare (COLREG) del 1972, una pilotina impegnata in servizio di pilotaggio deve mostrare in aggiunta alle altre luci necessarie per una nave della sua lunghezza:
- sopra o vicino alla testa d'albero due fanali disposti in linea verticale, visibili per tutto l'orizzonte, dei quali quello superiore a luce bianca e quello inferiore a luce rossa;
- quando l'unita è in navigazione, anche i fanali laterali e quello di poppa;
- quando l'unita è all'ancora, oltre ai fanali prescritti al primo punto, il fanale, i fanali o il segnale prescritti dalla Regola 30 per le navi all'ancora;
- Una nave pilota quando non è impegnata in servizio di pilotaggio deve mostrare i fanali o segnali prescritti per una nave della sua lunghezza.

Una barca pilota in visibilità ridotta, oltre ai segnali prescritti ai paragrafi a), b) o f) della regola 35 del regolamento internazionale per prevenire gli abbordi in mare, può emettere come segnale di riconoscimento consistente in quattro suoni brevi in aggiunta ad altri segnali regolamentari per la sua classe. Questo segnale permette di attirare l'attenzione di altre navi per identificarla ulteriormente (Regola 35-I COLREG).

## Galleria d'immagini

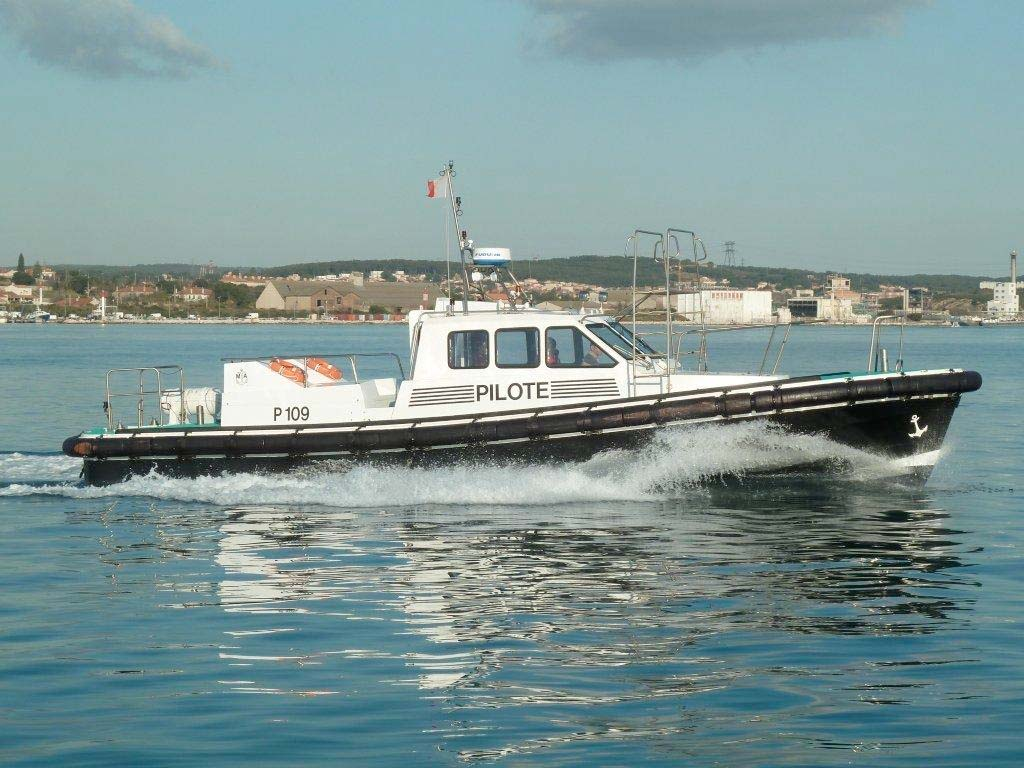
Pilotina a Marsiglia
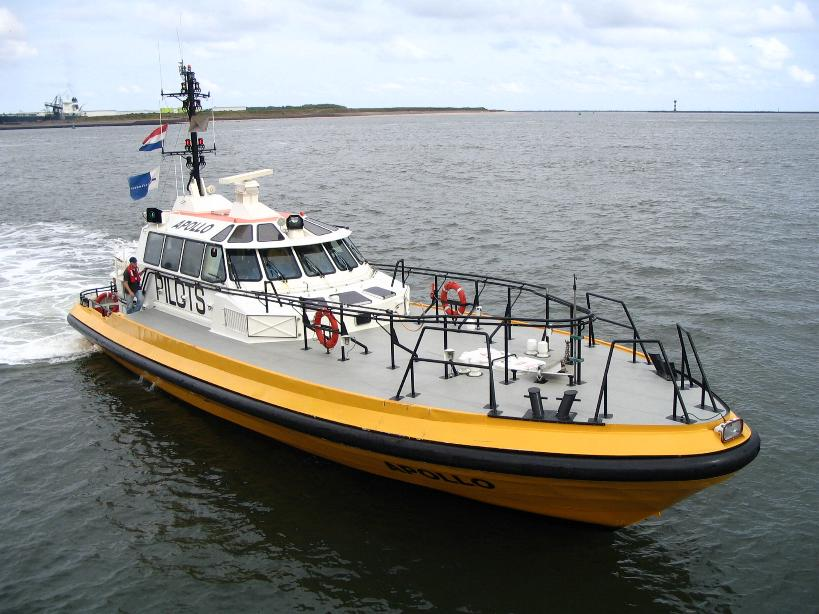
Pilotina olandese
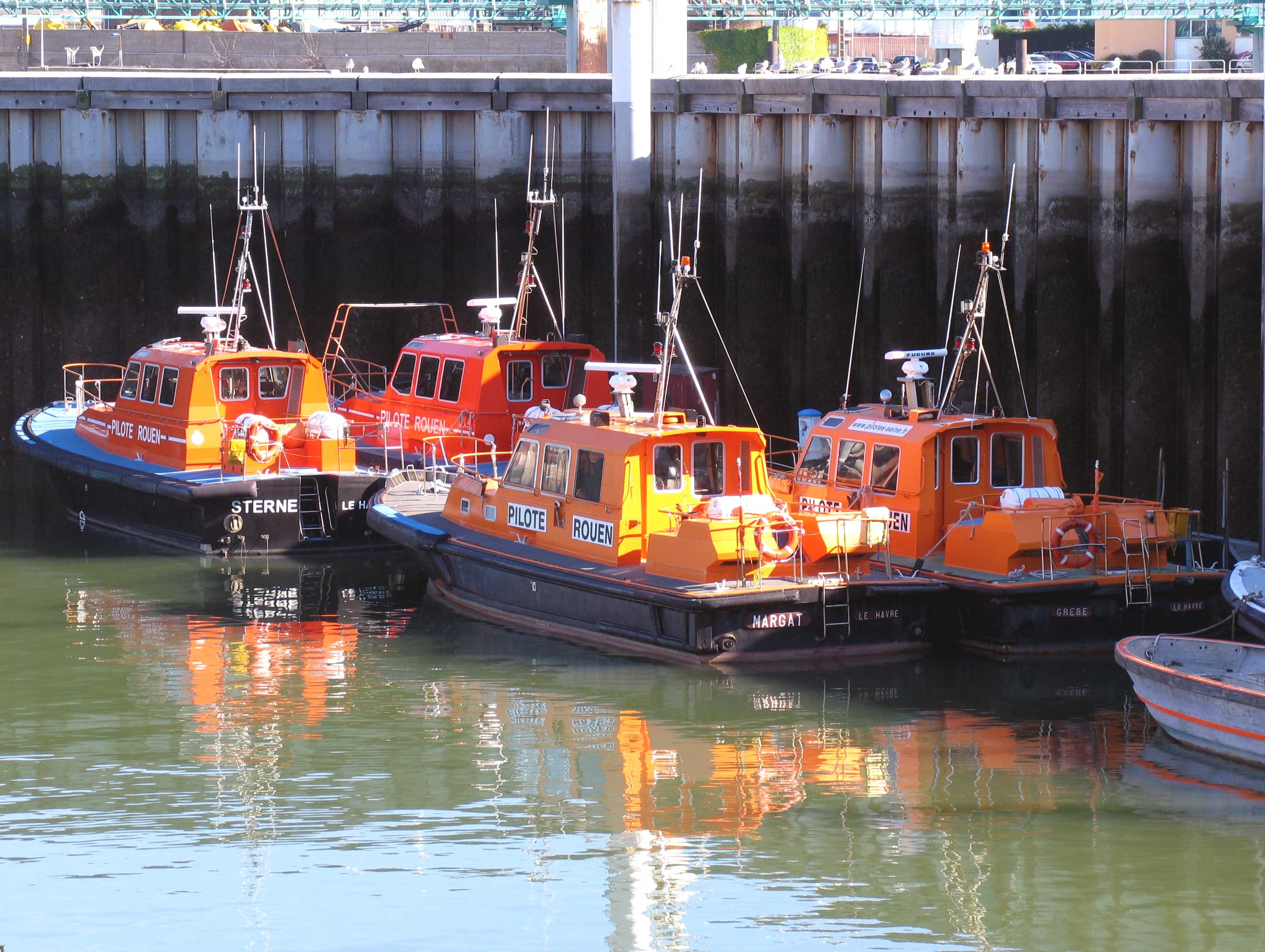
Navi pilota del porto di Rouen
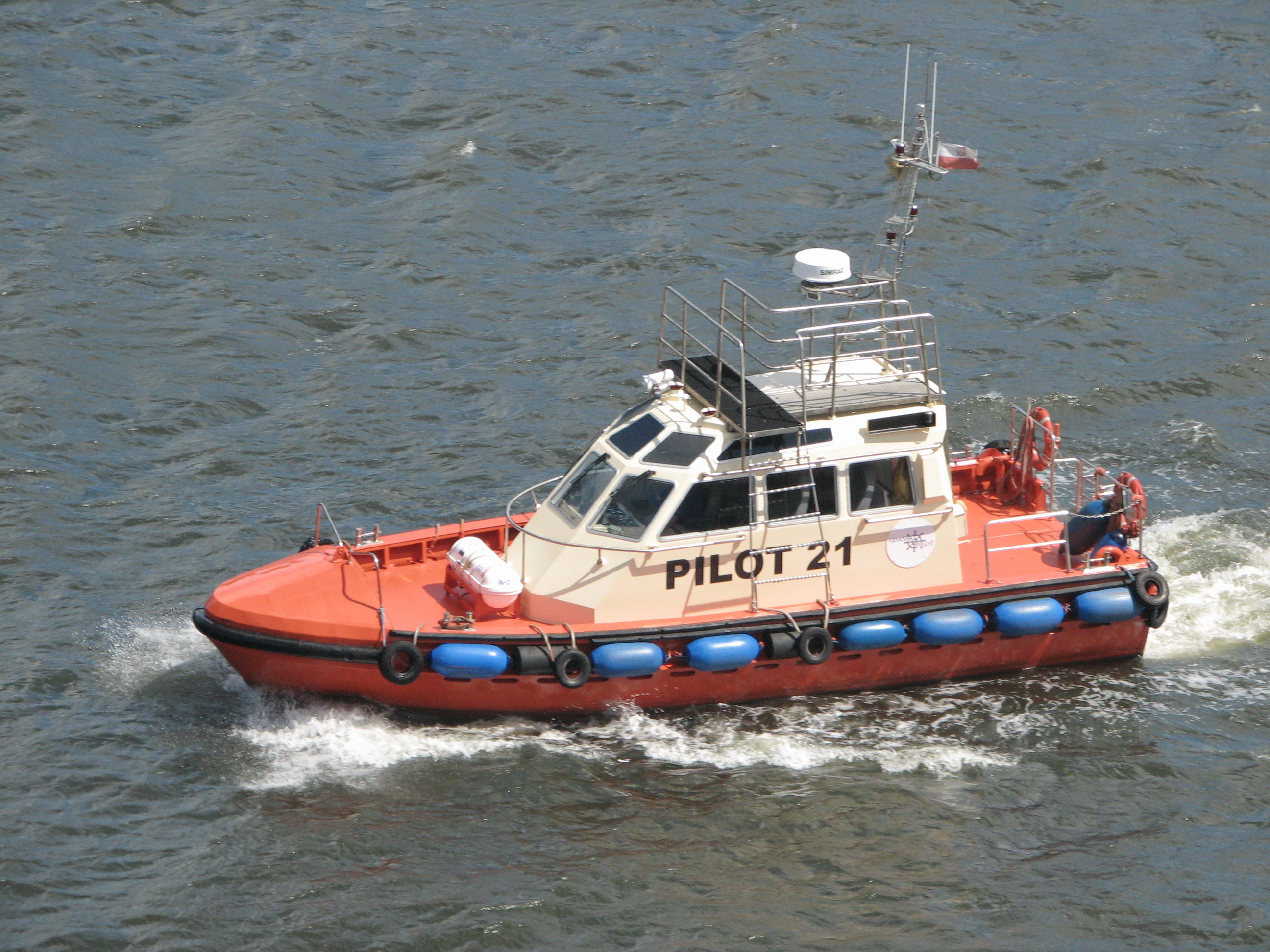
Pilotina polacca
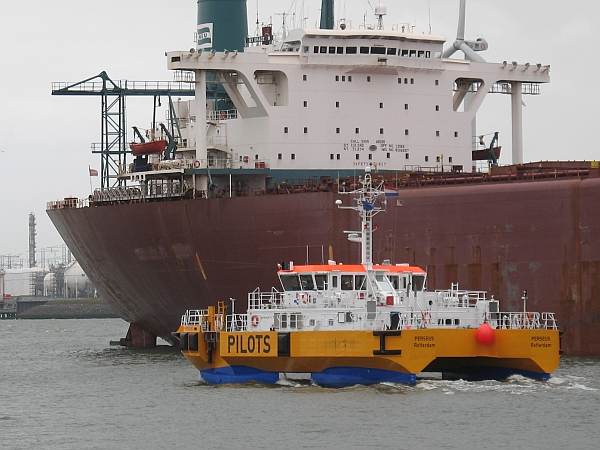
Pilotina del tipo SWATH